# Parsetjärns skans
Parsetjärns skans är en befästning som ligger i Dals-Eds kommun i Dalsland åtta kilometer väster om Ed. Den började att byggas i samband med Nazitysklands invasion av Norge 1940 och stod färdig i sitt nuvarande skick 1943. Skansen ingick i ett försvarssystem som byggdes i berg och betong utmed norska gränsen under andra världskriget. Befästningen består av två fasta punkter, en söder om, och en norr om tjärnen.

## Historia
I samband med den tyska invasionen av Norge 9 april 1940, uppstod ett akut behov av att hindra tyska trupper från att fortsätta in i Sverige. Den 13 april gav militärområdesstaben i Skövde order om att alla större vägar in i Dalsland från Norge skulle spärras "dock så att civil trafik kan fortgå". Redan från början förberedde det svenska försvaret en fördröjande strid i Dalsland och en sådan måste, för att vara effektiv, stödja sig på olika former av fältbefästningar. De första värnen i Parsetjärns skans började byggas 1940, men anläggningen stod inte helt klar förrän 1943.

## Funktion
Skansen är belägen intill länsväg 166, mellan Kornsjö vid norska gränsen och Ed. Tre kilometer väster om skansen ansluter också länsväg 164 från Strömstad. Norrut från Ed ligger den avlånga sjön Stora Le, och en angripare som ville passera söder om sjön, måste använda vägen förbi Parsetjärn.
Anläggningen består av en kraftigare bestyckad nordlig del, parallellt med vägen förbi tjärnen, och en mindre del söder om tjärnen. På så sätt ingår tjärnen i försvaret, och möjliggör för befästningarna att stödja varandra med eldgivning. Närmaste skjutavstånd är 250 meter. Mellan de två befästningsdelarna löper ett stridsvagnshinder, som förstärktes med taggtråd. Vägspärrar i form av järnbalkar fastgjutna i betongblock kunde placeras ut vid behov.
Skansens båda delar försvarades av en gränspluton på cirka 100 man.
Den norra skansen består av 13 skyttevärn och en "kg-hatt". Det sistnämnda är ett fullträffsäkert värn för kulsprutegevär.
I denna skans fanns också en 37 mm pansarvärnskanon, en granatkastare och fyra kulsprutor. I den södra skansen fanns skyttevärn för kulsprutor och kulsprutegevär. Båda skansarna hade skyddsrum som stod emot granater och lätta bomber.
Den norra skansen är iordningställd i ursprungligt skick och tillgänglig för besök. Vid Parsetjärnen finns också en av Trafikverket iordningställd rastplats.

## Bilder från Parsetjärns skans

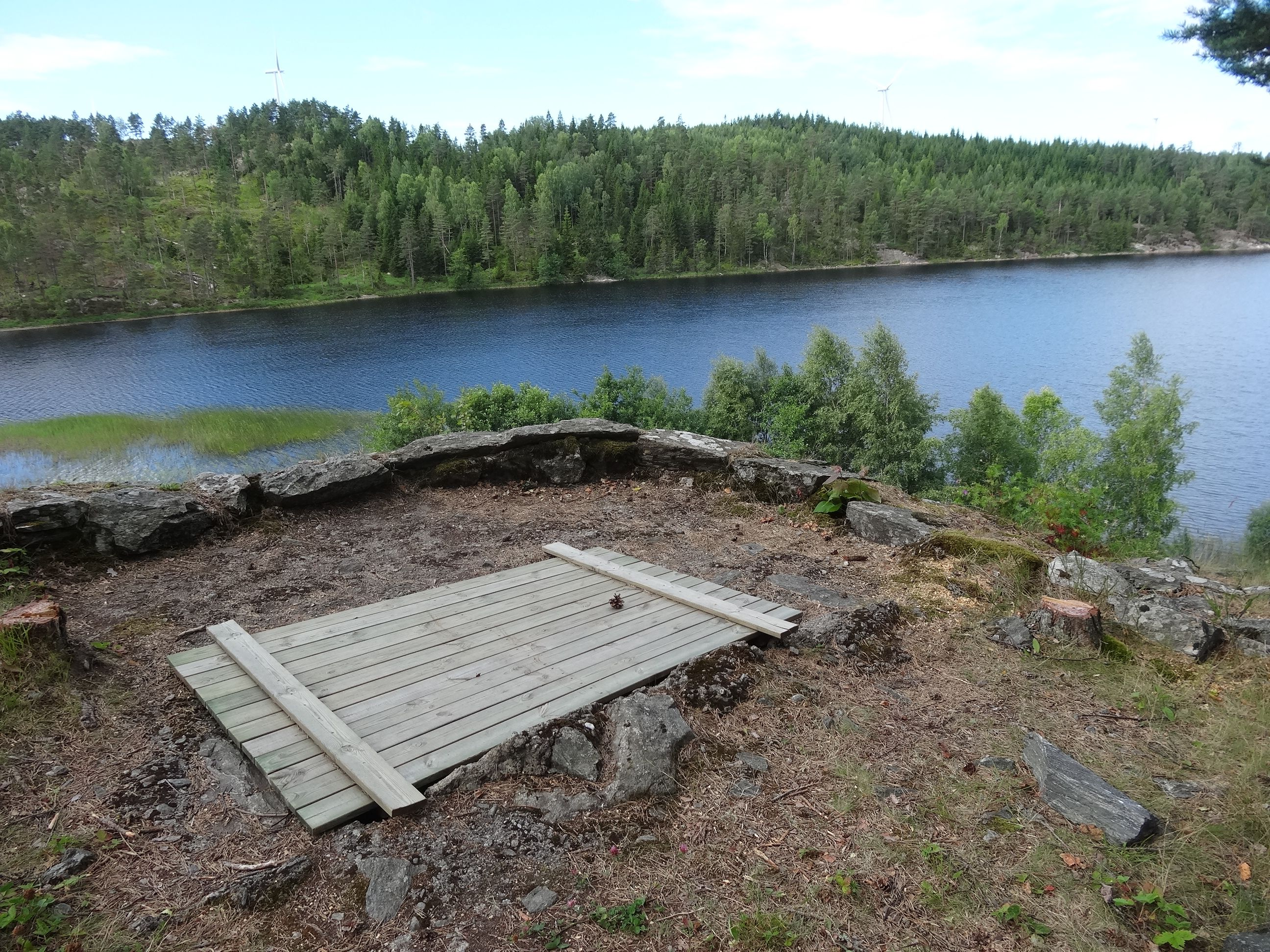
Utsikt från skyttevärn överblickande vägen mot Norge (nedanför), och södra skansen på andra sidan sjön.
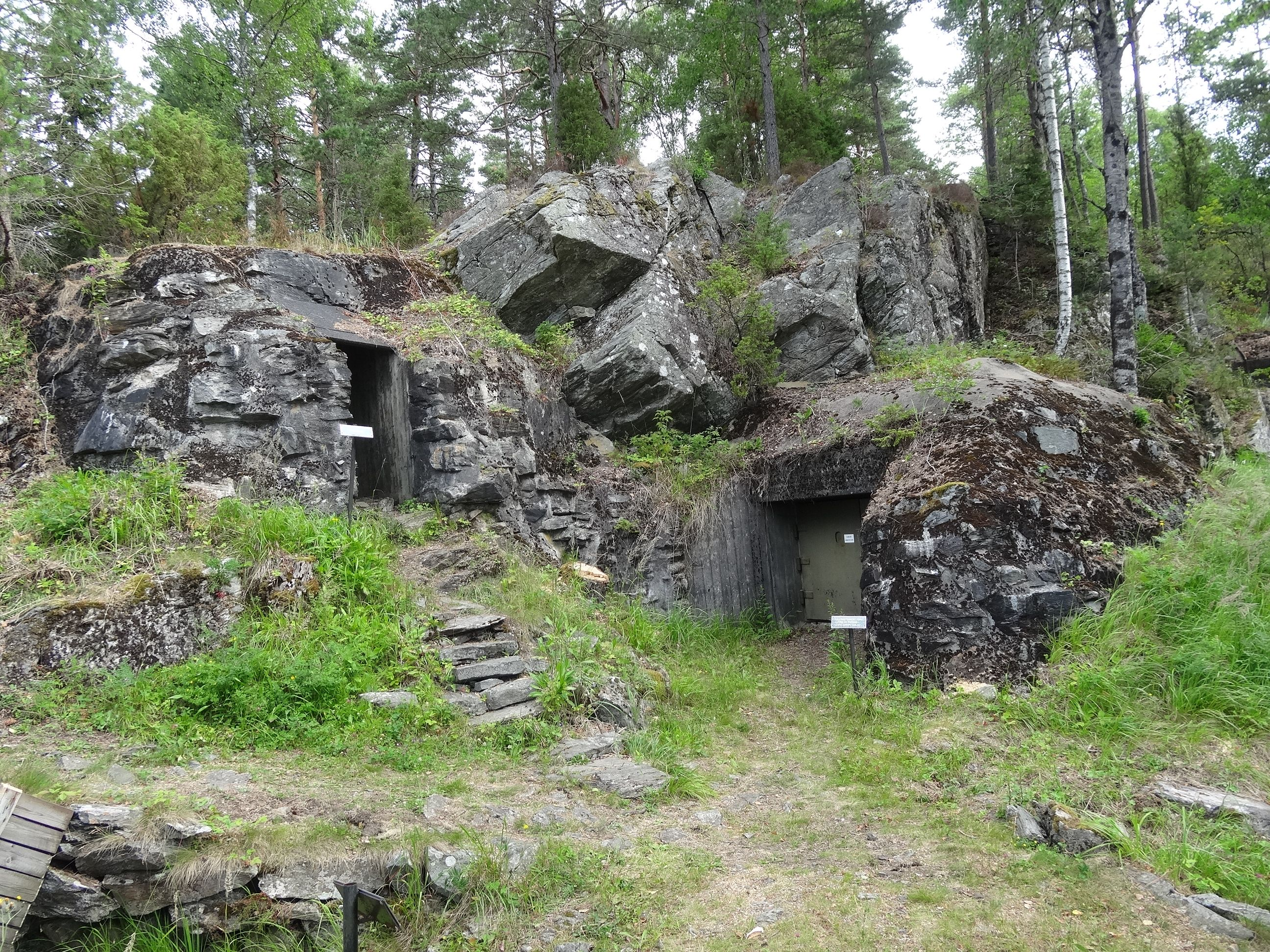
Ledningscentral för skansen och garage för 37mm pansarvärnskanon
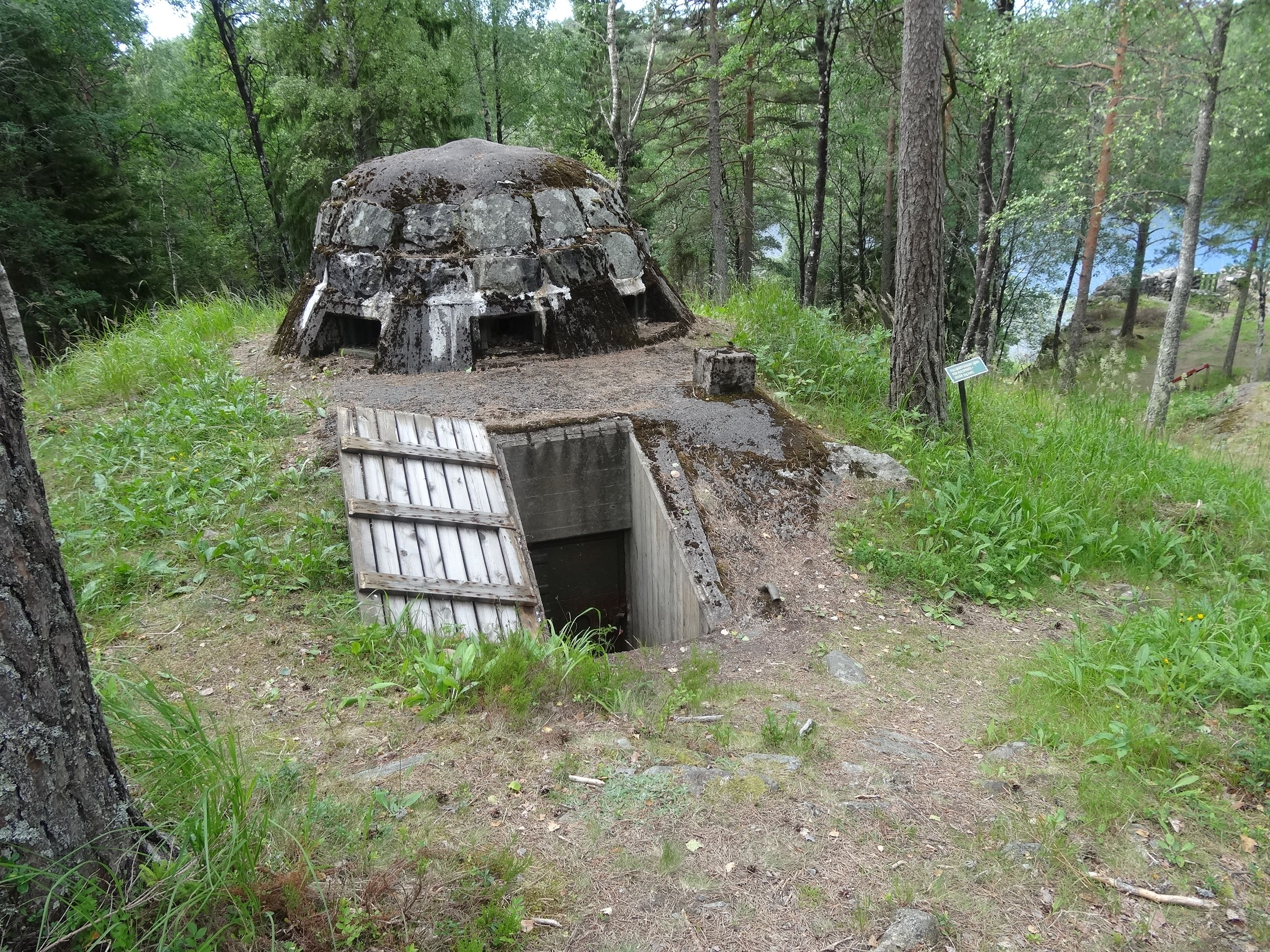
Kulsprutegevärshatt (Kg-hatt), avsedd för eldgivning med kulsprutegevär horisonten runt. Även använd för observation.
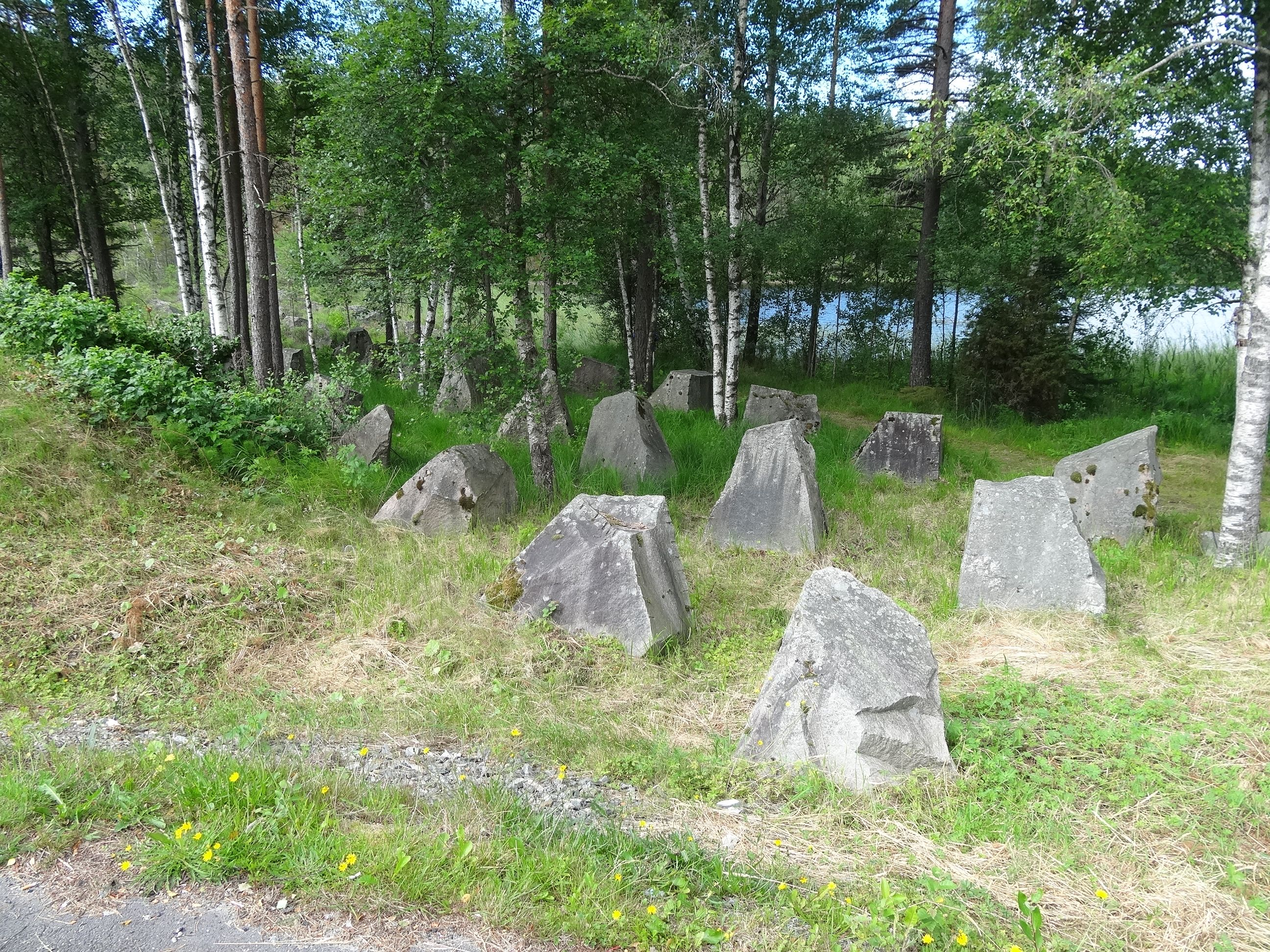
Stridsvagnshinder, draktänder, som kompletterades med taggtråd.